# Saken Seyfullin
Saken Seyfullin (kazakiska: Säken Seyfūllīn) är en ort i Kazakstan.   Den ligger i oblystet Qaraghandy, i den centrala delen av landet, 280 km söder om huvudstaden Astana. Saken Seyfullin ligger 655 meter över havet och antalet invånare är 2 940.
Terrängen runt Saken Seyfullin är platt. Runt Saken Seyfullin är det mycket glesbefolkat, med 2 invånare per kvadratkilometer. Det finns inga andra samhällen i närheten. Trakten runt Saken Seyfullin består i huvudsak av gräsmarker.